# Foire de Saint-Cloud
La foire de Saint-Cloud était une célèbre fête foraine qui se tenait à Saint-Cloud, et s'appelle maintenant fête de Saint-Cloud. Elle tire son origine des pèlerinages consacrés à saint Cloud, à l'occasion de sa fête.

## Historique

### En 1867

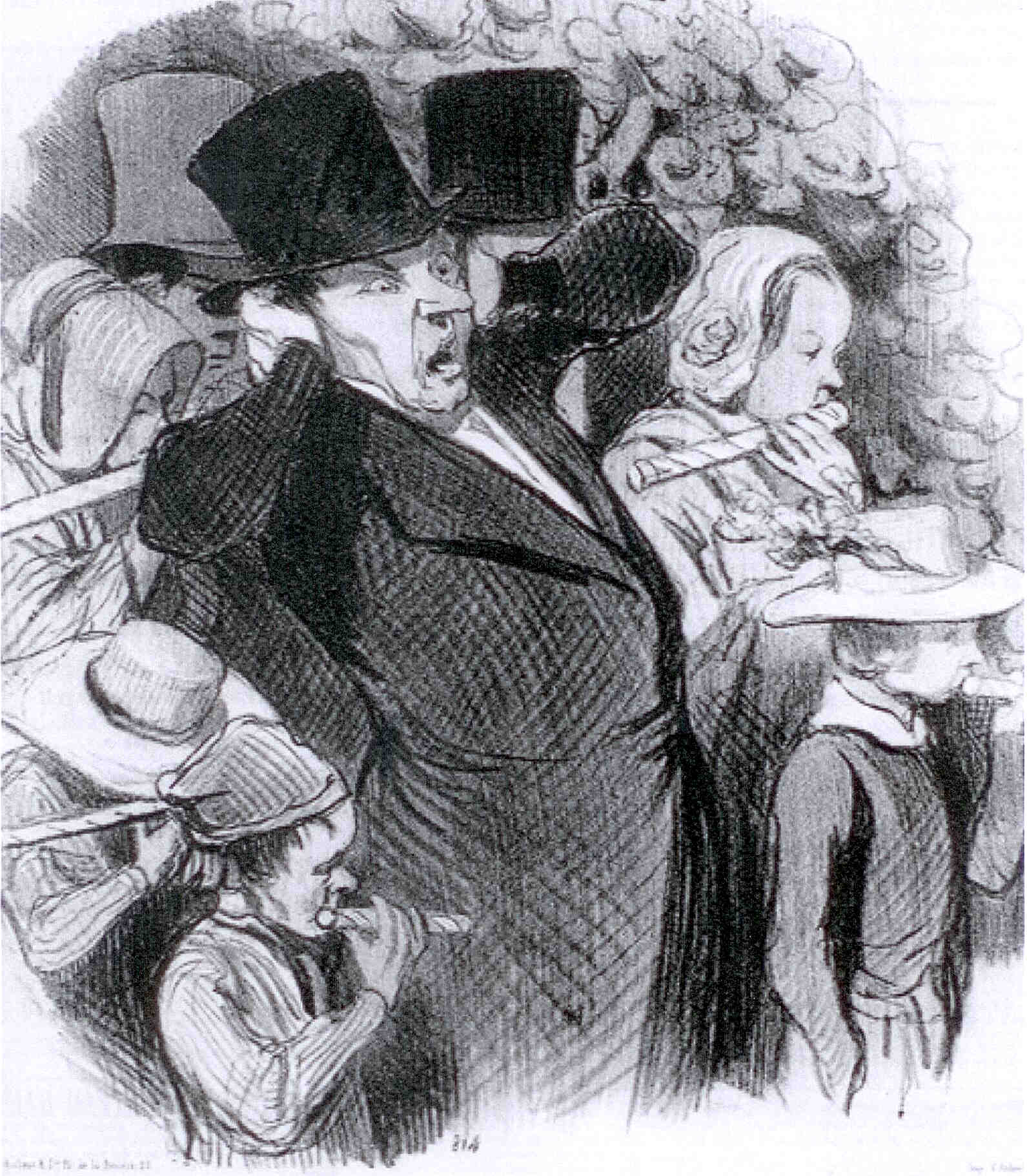
Au diable les mirlitons et mirlitonneurs... Comment peut-on permettre un pareil instrument dans un pays où l'on tolère déjà la Clarinette !...

Ernest Jaimes écrit :
Cette fête a lieu le premier dimanche de septembre de chaque année, la population parisienne s'y porte avec ardeur, c'est une tradition effrénée ! au temps des coucous, ces véhicules modestes dont six voyageurs, deux lapins et le cocher formaient tout le convoi, la route de Paris à Saint-Cloud offrait le coup d'œil le plus pittoresque, tous pêle-mêle dans ces sortes de cages, aveuglés par la poussière, les voyageurs prenaient patience en se livrant à une foule de quolibets, et de joyeux ébats; bien souvent, avant d'arriver à destination, plus d'un jeune gars avait trouvé la compagne de son excursion.
Aujourd'hui, les omnibus, les gondoles, les petits coupés réservés aux parisiens élégants, les bateaux à vapeur qui ont remplacé la galiote, les voies de fer d'Auteuil et de Versailles, amènent à Saint-Cloud un nombre toujours considérable de voyageurs ; les restaurants, cafés, et cabarets sont encombrés ; le parc, outre les boutiques ordinairement ouvertes dans la grande allée, est rempli de boutiques ambulantes, de jeux de toutes sortes, de salles de danse, et de petits spectacles ; à la nuit, les lumières qui brillent à travers le feuillage, sont d'un effet charmant !
Nous allions omettre d'enregistrer l'énorme succès du pain d'épice, qui ne le cède qu'à celui du mirliton !
Mirliton et foire de Saint-Cloud sont synonymes.
A la foire à Saint-Cloud
On y vend de tout ;
Le plus fort commerce
Bat sur le mirliton
Que chaque garçon
Paye à son tendron.

### De l'apogée au déclin
Pierre Giffard écrit vers 1878 : « La foire de Saint-Cloud, la fête de Neuilly, sont les deux solennités suburbaines qui font réellement courir tout Paris. »
La Foire de Saint-Cloud, autrefois célèbre pour ses mirlitons et son pain d'épice, continue à exister, à la même période de l'année, mais de façon beaucoup plus modeste, sous le nom de fête de Saint-Cloud.